# Třibřichy
Třibřichy (dříve Střibřichy) jsou obec v okrese Chrudim v Pardubickém kraji. Žije zde 286 obyvatel. Katastrální území obce má rozlohu 415 ha.
Ve vzdálenosti čtyři kilometry jihovýchodně leží město Chrudim, osm kilometrů severně statutární město Pardubice, patnáct kilometrů severozápadně město Přelouč a 26 kilometrů jižně město Hlinsko.

## Historie
První písemná zmínka o obci pochází z roku 1415.

## Obyvatelstvo
| Rok            | 1869 | 1880 | 1890 | 1900 | 1910 | 1921 | 1930 | 1950 | 1961 | 1970 | 1980 | 1991 | 2001 | 2011 | 2021 |
| -------------- | ---- | ---- | ---- | ---- | ---- | ---- | ---- | ---- | ---- | ---- | ---- | ---- | ---- | ---- | ---- |
| Počet obyvatel | 429  | 407  | 437  | 492  | 489  | 455  | 494  | 338  | 340  | 331  | 304  | 270  | 285  | 274  | 299  |
| Počet domů     | 35   | 36   | 31   | 30   | 30   | 30   | 72   | 78   | 78   | 78   | 75   | 84   | 87   | 92   | 101  |

## Obecní správa
Mezi lety 1849–1964 byly obcí v okrese Chrudim. Od roku 1964 do 31. prosince 1973 patřily jako část obce k Dřenicím-Třibřichům. Od 1. ledna 1974 do 28. února 1990 patřily jako část obce k Bylanům a od 1. března 1990 jsou opět samostatnou obcí.

### Obecní symboly
Znak a vlajka byly obci uděleny rozhodnutím předsedy Poslanecké sněmovny Parlamentu České republiky dne 13. května 2003.